# Glypta nederlandica
Glypta nederlandica är en stekelart som beskrevs av Dasch 1988. Glypta nederlandica ingår i släktet Glypta och familjen brokparasitsteklar. Inga underarter finns listade i Catalogue of Life.